# Sault-Saint-Remy
Sault-Saint-Remy è un comune francese di 167 abitanti situato nel dipartimento delle Ardenne nella regione del Grand Est.

## Società

### Evoluzione demografica
Abitanti censiti